# Tytus i Berenika
Tytus i Berenika – książka autorstwa Aleksandra Krawczuka, wydana po raz pierwszy w 1972 roku. Opowiada o losach Cesarstwa rzymskiego i Palestyny w latach 68-69. Jest drugą książką z "palestyńskiego cyklu" Krawczuka, na który składają się też Herod, król Judei oraz Rzym i Jerozolima.